# Districte de Ratnagiri
El districte de Ratnagiri és una divisió administrativa de Maharashtra amb capital a Ratnagiri. La superfície és de 8.208 km² i la població al cens del 2001 d'1.696.777 habitants.

## Administració
Està format per 9 talukes:
- Mandangad.
- Dapoli.
- Khed.
- Chiplun.
- Guhagar.
- Sangameshwar.
- Ratnagiri.
- Lanja.
- Rajapur.

## Història
Vegeu: Konkan i Janjira
Les coves de Chiplun i Kol datades entre 200 aC i 50 dC, situades al nord del districte, són antics establiments budistes de certa importància. El país va passar sota diverses dinasties entre les quals la dels chalukyes.
El 1312 el territori fou assaltat pels musulmans que el van devastar i es van establir a Dabhol, però la resta va continuar lliure del seu domini fins al 1470 quan fou finalment subjecte pel sulta bahmànida amb la conquesta de Vishalgarh i Goa. Vers el 1500 tot el Konkan al sud del Savitri va caure en mans del sultanat de Bijapur; la guerra amb els portuguesos va ocasionar molts problemes a Dabhol i altres ciutats costaneres.
La decadència del poder portuguès va anar acompanyat de la pujada dels marathes que sota Sivaji es van establir a Ratnagiri (1658-1680), va derrotar l'exèrcit de Bijapur, va rebutjar als mogols, i va superar als sidis de Janjira i als portuguesos. Durant alguns anys però els sidis van tenir el control d'una part del districte. Els èxits del pirata maratha Kanhoji Angria el van portar al nomenament com almirall de la flota maratha i va obtenir part de Ratnagiri com el seu principat. El 1745 Tulaji Angria, un dels seus fills il·legitims el va succeir en les terres entre Bankot i Savantvadi, va rebutjar l'autoritat del peshwa maratha i va ocupar o saquejar tots els vaixells que va poder atrapar. Els britànics en unió amb el peshwa van conquerir la fortalesa dels Angria a Suvarndrug el 1755. El 1756, després de destruir la flota d'Angria, Vijayadrug fou conquerida. Per aquestos servis Bankot i nou pobles més foren cedits pel peshwa als britànics. El 1765 Malvan i Reddi foren reduïdes. La primera fou restaurada al Raja de Kolhapur, i Reddi fou concedida al cap de Savantvadi. Les guerres entre Kolhapur i Savantvadi van durar 23 anys amb èxits variats, i van portar al territori a una notable confusió i desordre; cada part va exercir la supremacia durant un temps. Finalment van entrar en tractes amb els britànics als que foren cedides Malvan i Venguria, i es van fer arranjaments per la cessió dels dominis del peshwa a Ratnagiri.
La tercera Guerra Anglo-maratha de 1817-1818 va permetre als britànics ocupar el territori; les fortaleses foren ràpidament conquerides o sotmeses doncs el peshwa les tenia completament oblidades (igual que passava amb els forts del nord de Konkan). Uns mesos després del final de la guerra, el 1819, es va organitzar el districte de South Konkan amb capital a Bankot però la capital es va traslladar el 1822 a Ratnagiri, en posició més central i el districte va agafar aquest nom. El 1830 les tres talukes del nord foren transferida a North Konkan o districte de Kolaba, i Ratnagiri va quedar reduït al rang de subcol·lectorat però el 1832 fou fet altre cop districte. Encara que les fortaleses de la zona no foren desmantellats, al cap d'uns anys ja estaven en ruïnes.
El 1857 un destacament britànic va desembarcar a Ratnagiri però no es van produir incidents. El 1886 després de la tercera Guerra Anglo-birmana el rei Thibaw va quedar arrestat a Ratnagiri com a presoner d'estat.
Sota domini britànic el districte formà part de la Divisió Meridional de la presidència de Bombai. La superfície era de 10.355 km². Tenia al nord el principat de Janjira i el districte de Kolaba; a l'est pel districte de Satara i el principat de Kolhapur; al sud el principat de Savantvadi i l'Índia Portuguesa (Goa) i a l'oest per la mar d'Aràbia. Hi ha nombrosos forts alguns a terra i altres a illes però sempre en posicions estratègiques; la data de molts d'ells és incerta: Mandangarh seria de fa uns dos mil anys i altres també força antics; alguns haurien estat construïts pel raja Bhoj de Panhala al final del segle XII; la major part haurien estat obra dels sultans de Bijapur al segle xvi, arranjats i reforçats per Sivaji al segle xvii. Es diu que hi havia 365 fortaleses al districte.
La població era:
- 1872: 1.019.136
- 1881: 997.090
- 1891: 1.105.926
- 1901: 1.167.927

Administrativament hi havia 9 talukes i dues pethes:
- Dapoli 
  - Mandangarh (petha)
- Khed
- Chiplun 
  - Guhagar (petha)
- Ratnagiri
- Sangameshwar
- Rajapur
- Devgarh
- Malvan
- Venguria

Les principals ciutats eren Malvan, Vengurla, Ratnagiri (la capital) i Chiplun. Les municipalitats eren Venguria, Rajapur, Ratnagiri i Chiplun. La taluka de Ratnagiri tenia una superfície de 1.075 km² i capital a Ratnagiri (16.094 habitants el 1901); hi havia 147 pobles; la població total era de 147.182 habitants.
La llengua era el marathi i el dialecte konkani (99%); els hindús eren el 92% i musulmans el 7%. Les castes principals eren els konkanasth o bramans chitpavans, karhadas, telis sutars, sonars, kumhars, guravs, gaulis, gabits, kolis, chamars. El 76% de la població vivia de l'agricultura.
El 1948 el principat de Sawantwadi va accedir a l'Índia i el 1956 fou inclòs dins l'estat de Bombai, al districte de Ratnagiri. El 1960 l'estat de Bombai va esdevenir Maharashtra. El 1981 es va separar de Ratnagiri el nou districte de Sindhudurg.

## Arqueologia
- Nombroses fortaleses
- Temple de Chandikabai
- Capella de Sangameshwar
- Mesquita de Dabhol
- Templea jain de Kharepatan amb taules de coure dels rashtrakutes
- Fort de Sindhudrug prop de Malvan amb un temple amb efígie de Sivaji que hi era venerat com un due.